# Махитаб Кадын-эфенди
Махита́б Кады́н-эфе́нди (тур. Mahitab Kadın Efendi; 1830, Махачкала — 1888, Стамбул) — пятая жена османского султана Абдул-Меджида I и мать двоих его детей.

## Имя
Турецкий мемуарист Харун Ачба указывает именем пятой жены Абдул-Меджида I «Мехта́б», однако отмечает, что в гаремных документах встречаются варианты «Мах-и таби́» и «Махина́б». Турецкий историк Чагатай Улучай указывает именем пятой жены Абдул-Меджида I «Махита́б». Турецкий историк Недждет Сакаоглу называет жену Абдул-Меджида I «Махита́б», отмечая, что в книги Энтони Алдерсона «Структура Османской династии» ей, вероятно, соответствует наложница по имени «Русди́ль/Рузиди́ль».

## Биография
По данным Харуна Ачбы, Махитаб появилась на свет в 1830 году на территории современной Махачкалы в чеченской семье Хишам-бея и Малики-ханым и при рождении носила имя Нурие. Помимо Махитаб в семье было ещё двое дочерей и двое сыновей. По мнению Ачбы, Махитаб была единственной чеченкой в гареме Абдул-Меджида I, а сам факт её попадания в султанский гарем являлся исключительным случаем. Попаданию Махитаб в гарем поспособствовала её тётка Шевкнихак-ханым, служившая главным казначеем во дворце Абдул-Меджида I и приходившаяся старшей сестрой Хишам-бею. Шевкнихак, узнав, что семья брата находится в бедственном положении, согласилась забрать детей в Стамбул; дочери Хишам-бея воспитывались во дворце, тогда как сыновья были переданы на попечение Алиэбру-ханым, бывшей служащей дворца. Махитаб, как и её сёстры, получила хорошее гаремное образование.
В 1845 году Махитаб стала женой Абдул-Меджида I. Как отмечает Харун Ачба, она привлекла внимание султана своей «честностью и человечностью». В браке с султаном родилось двое детей: Сабиха-султан (20 апреля 1848 — 15/27 апреля 1849) и Ахмед Нуреддин-эфенди (17 апреля 1851/1852 — 1885). Как отмечают Сакаоглу и Улучай, на момент рождения сына Махитаб носила титул главной икбал. Ачба пишет, что в 1852 году, после рождения сына, Абдул-Меджид I даровал Махитаб титул пятой кадын-эфенди как «любимой и достойной жене». Сакаоглу также сообщает о получении Махитаб титула пятой жены в 1852 году после рождения сына. Кроме того, он пишет о том, что мать султана валиде Безмиалем-султан организовала пышные торжества в гареме по случаю рождения сына Махитаб; саму жену султана навестили жёны государственных чиновников и преподнесли ей ценные подарки.
Когда в 1861 году Махитаб овдовела, ей были выделены покои во дворце Ферие; здесь она оставалась до 1880 года, когда по приказу Абдул-Хамида II, считавшего Махитаб одной из своих самых любимых и уважаемых мачех, ей были выделены покои в султанском дворце Йылдыз. Помимо самого супруга Махитаб пережила и большинство его жён и наложниц, а также собственного сына, скончавшегося в возрасте около 32 лет. Сама Махитаб умерла в 1888 году в своих покоях во дворце Йылдыз. Сакаоглу отмечает, что умерла она в возрасте около 50 лет. По данным Харуна Ачбы, Махитаб была похоронена в комплексе Яхьи-эфенди, тогда как Сакаоглу пишет о захоронении в мавзолее Джедит-Хаватин в Новой мечети, а Улучай — в Новой мечети без указания конкретного мавзолея. В архивах дворца Топкапы за август 1888 года (20 шабан 1306) имеется перечень ценных предметов, принадлежавших Махитаб и перешедших после её смерти в казну: серебряная кадильница, гюльабдан (сосуд для розовой воды), весы и поднос для кофе, чаша для десерта на ножках, чаши для щербета, фарфоровые подстаканники и другие ценности.
Махитаб Кадын-эфенди всегда поддерживала шейха Шамиля — лидера северокавказского национально-освободительного сопротивления; сам Шамиль, направляясь в Мекку через Стамбул в 1870 году, навестил Махитаб с семьёй.